# La Rinconada (ort i Spanien)
La Rinconada är en ort i Spanien.   Den ligger i provinsen Provincia de Sevilla och regionen Andalusien, i den sydvästra delen av landet, 400 km sydväst om huvudstaden Madrid. La Rinconada ligger 10 meter över havet och antalet invånare är 35 928.
Terrängen runt La Rinconada är platt. Runt La Rinconada är det mycket tätbefolkat, med 3 895 invånare per kvadratkilometer. Närmaste större samhälle är Sevilla, 11,5 km söder om La Rinconada. Trakten runt La Rinconada består till största delen av jordbruksmark.